# Coloradia
Coloradia este un gen de molii din familia Saturniidae. Sunt descrise nouă specii în cadrul acestui gen, care pot fi întâlnite în Mexic și estul Americii de Nord.
Sunt în general specii de molii mari, predominant colorate în gri. Larvele au ca principală sursă de hrană pinul, de aceea speciile de Coloradia mai sunt denumite molii de pin. Coloradia pandora a fost observată hrănindu-se cu unele specii de plop (plop tremurător).

## Specii
- Coloradia casanovai Beutelspacher, 1993
- Coloradia doris Barnes, 1900
- Coloradia euphrosyne Dyar, 1912
- Coloradia guerreroiana Brechlin & Meister, 2010
- Coloradia hoffmanni Beutelspacher, 1978
- Coloradia jaliscensis Brechlin & Meister, 2010
- Coloradia luski Barnes & Benjamin, 1926
- Coloradia oaxacaensis Brechlin & Meister, 2010
- Coloradia pandora Blake, 1863
- Coloradia paraguerreroiana Brechlin & Meister, 2010
- Coloradia prchali Lemaire & M.J. Smith, 1992
- Coloradia smithi Lemaire, 2002
- Coloradia vazquezae Beutelspacher, 1978
- Coloradia velda J.W. Johnson & Walter, 1981